# Anisja Kirdjapkina
Anisja Bjasyrovna Kirdjapkina (in russo Анися Бясыровна Кирдяпкина?; 23 ottobre 1989) è una marciatrice russa.

## Biografia
Nel febbraio del 2019 è stata squalificata per doping dal CAS per 3 anni (dal 27 luglio 2017 al 26 luglio 2020) e sempre per la stessa vicenda le sono stati cancellati tutti i risultati da lei ottenuti tra il 25 febbraio 2011 e l'11 ottobre 2013.
In particolare, le sono state ritirate:
- 2 medaglie d'argento vinte ai mondiali di Daegu nel 2011 e Mosca nel 2013 nella 20 km;
- 2 medaglie d'oro vinte alle universiadi di Kazan nella 20 km e nella 20 km a squadre.

## Palmarès
| Anno | Manifestazione  | Sede       | Evento         | Risultato | Prestazione | Note |
| ---- | --------------- | ---------- | -------------- | --------- | ----------- | ---- |
| 2007 | Europei U20     | Hengelo    | Marcia 10000 m | Oro       | 43'27"20    |      |
| 2009 | Mondiali        | Berlino    | Marcia 20 km   | Bronzo    | 1h30'09     |      |
| 2010 | Europei         | Barcellona | Marcia 20 km   | Oro       | 1h28'55     |      |
| 2011 | Mondiali        | Taegu      | Marcia 20 km   | dq        | dq          |      |
| 2012 | Giochi olimpici | Londra     | Marcia 20 km   | dq        | dq          |      |
| 2013 | Universiadi     | Kazan'     | Marcia 20 km   | dq        | dq          |      |
| 2013 | Mondiali        | Mosca      | Marcia 20 km   | dq        | dq          |      |
| 2015 | Universiadi     | Gwangju    | Marcia 20 km   | Oro       | 1h28'18     |      |